# Giovanna d'Inghilterra (contessa di Gloucester)
Giovanna Plantageneta, o d'Inghilterra, detta anche d'Acri dalla sua città natale (in inglese Joan of England, o Plantagenet, o of Acre; Acri, primavera 1272 – Clare, 23 aprile 1307), fu principessa d'Inghilterra come figlia di Edoardo I e contessa di Gloucester come moglie di Gilberto de Clare.
Sua madre fu la regina d'Inghilterra Eleonora di Castiglia. Rimasta vedova del VII conte di Gloucester, uno dei nobili più potenti del regno, sposò segretamente Rodolfo di Monthermer, un semplice scudiero del suo seguito.
Giovanna è nota sia per i presunti miracoli avvenuti sulla sua tomba che per le numerose trasposizioni letterarie che l'hanno vista protagonista.

## L'infanzia lontana da casa[1][2][3]
Fu figlia settimogenita del re d'Inghilterra e duca d'Aquitania, Edoardo I e di Eleonora di Castiglia a sua volta figlia del re di Castiglia e León, Ferdinando III il Santo e di Giovanna di Dammartin. Giovanna nacque nell'aprile del 1272 ad Acri mentre i genitori si trovavano alla crociata, così come menzionato dai continuatori della cronaca del monaco, Fiorenzo di Worcester, menzionano la nascita di Giovanna (filiam…Johannam), ad Acri, nel 1272, figlia della regina Eleonora (Alienor uxor domini Eadwardi). Al tempo della sua nascita suo nonno Enrico III d'Inghilterra era ancora vivo e suo padre non era ancora, dunque, Re d'Inghilterra. Edoardo ed Eleonora partirono con la figlia poco dopo la sua nascita viaggiando attraverso la Sicilia e la Spagna dove lasciarono la bambina alle cure della nonna materna Giovanna. Giovanna passò diversi anni con la nonna che la fece educare da un vescovo, ma che non poté, al contempo, fare a meno di viziare ed era libera di giocare nei dintorni della casa benché fosse sempre accuratamente sorvegliata.
Quando Giovanna fu cresciuta suo padre fu di ritorno in Inghilterra pronto ad organizzare il matrimonio della figlia, egli sperava di raggiungere attraverso le sue nozze maggior potere e maggiori ricchezze e alla fine trovò il candidato adatto per la figlia di appena cinque anni, Hartmann d'Asburgo, figlio cadetto di Rodolfo I d'Asburgo. Edoardo portò quindi la figlia a casa perché potesse prepararsi ad incontrare il fidanzato, Giovanna aveva per altro passato gran parte della propria vita lontano dai genitori con cui instaurò un rapporto piuttosto tiepido.
Sfortunatamente per Edoardo il giovane Hartman, le cui nozze con Giovanna erano state programmate per l'8 settembre 1278, a Londra per poi essere rimandate, morì nel 1281 prima di poter sposare Giovanna, le fonti sulle circostanze della morte del ragazzo sono discorsi, una vuole che sia caduto nell'acqua gelida mentre schettinava essendo finito su un pezzo di ghiaccio molto sottile, un'altra che sia annegato poiché la barca su cui viaggiava per raggiungere il padre cozzò contro delle rocce a causa della nebbia.

## Il matrimonio combinato
Edoardo organizzò immediatamente un altro matrimonio e la sua scelta cadde su Gilberto di Clare, VII conte di Gloucester, di circa trent'anni più vecchio di Giovanna e da poco divorziato dalla prima moglie. Il conte si accordò con Edoardo per dargli tutte le sue terre che gli sarebbero state riconsegnate al momento delle nozze e si accordarono anche per una dote di 2000 marchi in argento e il tempo che ci volle perché tutti i negoziati avessero termine fece sì che Giovanna avesse ormai dodici anni. Pare che Gilberto si fosse innamorato davvero della giovane promessa e benché ella dovesse sposarlo a dispetto di ogni suo eventuale sentimento egli provò comunque a corteggiarla comprandole doni costosi e vestiti nel tentativo di ingraziarsela.
Dopo aver ottenuto la dispensa papale nel 1289, Giovanna si sposò nell'abbazia di Westminster, il 30 aprile 1290 con Gilberto di Clare, VI conte di Gloucester e V conte di Herford. Il matrimonio è menzionato dai continuatori della cronaca del monaco, Fiorenzo di Worcester (ultimo die mensis Aprilis apud Westmonasterium di Gilbertus de Clare comes Gloverniæ e dominam Johannam dicta de Acra…filium regis Angliæ). Anche gli Annals of Dunstable riportano l'avvenimento (Edwardus rex…Johannam filiam suam secundo genitam sposò Gilberto comiti Gloverniæ).
Nel 1295, rimasta vedova, continuò a usare i titoli del marito in nome del figlio minorenne, Gilberto.

## Il matrimonio voluto
Giovanna era una giovane vedova di circa ventitré anni quando, dopo circa un anno di vedovanza, posò gli occhi su Rodolfo di Monthermer uno scudiero al seguito della corte. Giovanna convinse il padre a farlo cavaliere, ma era cosa inaudita per la nobiltà che una giovane nobildonna potesse anche solo conversare con un uomo che non aveva nessuna importanza nella corte.
Gli Annals of Dunstable riportano che, nel 1296 o all'inizio del 1297, Giovanna si sposò segretamente con un membro della famiglia del suo primo marito, Rodolfo di Morthermer (1261-1325). Il re, ancora all'oscuro del matrimonio della figlia, il 16 marzo 1297, la promise in sposa ad Amedeo V di Savoia, conte di Savoia e d'Aosta e Moriana.
Giovanna spedì i propri figli presso il padre nella speranza che la loro dolcezza conducesse Edoardo a miti consigli, ma il piano non funzionò secondo le sue previsioni. Presto il re scoprì le intenzioni della figlia, tuttavia non aveva ancora compreso quanto ella fosse andata avanti, ma per buona misura le confiscò i terreni e continuò a progettare le sue nozze con Amedeo.
Poco dopo Giovanna confessò al padre la verità ed egli si vendicò subito incarcerando Rodolfo presso il castello di Bristol; il 2 agosto perdonò Giovanna e scarcerò Rodolfo, che poté usare i titoli della moglie. I nobili del regno avevano opinioni diverse circa la faccenda, ma pare che i più scandalizzati fossero coloro che avevano sperato di poter sposare Giovanna. La ferma volontà di Giovanna unita a una sua possibile gravidanza sembra aver avuto un certo peso nell'ammorbidimento dell'atteggiamento di Edoardo. Il primo figlio di Giovanna e Rodolfo nacque nell'ottobre 1297 e poiché suo padre aveva appreso delle nozze in estate è probabile che la sua condizione iniziasse a divenire evidente e che questo abbia fatto realizzare a suo padre che ormai non aveva altra scelta che avallare le nozze. Rodolfo venne rilasciato all'inizio di agosto e gli fu concesso di fregiarsi dei titoli di Conte di Hertford e Conte di Gloucester .

## I rapporti famigliari
Giovanna fu la settimogenita di Edoardo ed Eleonora e dopo di lei vennero altri sette figli. Molti dei suoi fratelli o sorelle perirono prima dei sette anni e altrettanti morirono prima di diventare adulti. Oltre a Giovanna sopravvissero il principe Edoardo, Eleanor, Margaret, Mary ed Elizabeth. Giovanna come gli altri fratelli crebbe al di fuori della casa paterna. Dopo aver vissuto quattro anni con la nonna materna venne affidata agli stessi custodi che si occupavano degli altri fratelli e sorelle. Edoardo non ebbe relazioni strette con i figli anche se sembra che fosse più affezionato alle femmine che ai maschi.
Per altro il forte carattere di Giovanna causò numerosi conflitti con suo padre che non approvò la sua partenza dalla corte dopo il primo matrimonio e certamente non fu contento del secondo, tanto che provò a forzarla a sposare qualcun altro. Edoardo con il tempo sviluppò una cortese relazione con il nuovo genero sembra apparire una notevole differenza tra il trattamento che riservò a Giovanna e quello che riservò agli altri figli. Edoardo pagava sempre profumatamente i messaggeri che gli comunicavano la nascita di un nuovo nipote, cosa che non fece quando nacque la figlia di Giovanna.
Mentre con i fratelli e le sorelle Giovanna fu sempre in buoni rapporti.

## La morte
Giovanna morì, forse a causa di un parto, il 23 aprile 1307, a soli 35 anni, a Clare, Suffolk, e il suo corpo fu inumato, a Clare, nella chiesa del monastero dei frati agostiniani.
Poco meno di quattro mesi dopo Edoardo morì e Rodolfo perse i titoli della moglie, il contado di Gloucester andò a suo figlio Gilberto, tuttavia egli continuò a detenere un contado nominale in Scozia, donatogli dal suocero, fino alla morte. Alcune fonti vogliono che sulla sua tomba siano avvenuti dei miracoli, ma nessuna causa di beatificazione o canonizzazione è mai stata intrapresa.

## Nella letteratura
Giovanna è un personaggio del romanzo Infamous di Virginia Henley dove viene descritta come una giovane principessa superficiale, vana e viziata, l'opera le attribuisce una sola figlia, mentre in realtà ne ebbe otto e nessuna fonte attesta questo suo pessimo carattere.
Nel romanzo The Love Knot di Vanessa Alexander Giovanna è un'eroina dove si racconta la storia d'amore fra lei e Rodolfo attraverso una serie di lettere che si scrissero l'un l'altra.

## Discendenza
Ebbe quattro figli dal matrimonio con Gilberto de Clare:
- Gilberto de Clare (Cardiff 3 aprile 1312–1312), inumato a Tewkesbury
- Eleonora de Clare (1292-1337), che nel 1306 sposò in prime nozze Ugo Despenser il giovane e rimasta vedova si risposò con Guglielmo la Zouche, figlio di Roberto Mortimer del Richard's Castle.
- Margaret de Clare, contessa di Gloucester (1293-1342), che, nel 1309, sposò il conte di Cornovaglia, Pietro Gaveston e dopo la sua decapitazione nel 1317, si risposò, in seconde nozze, con Ugo de Audley, I conte di Gloucester (circa 1289- 10 novembre 1347).
- Elisabetta de Clare (Tewkesbury, 1295-1360), che, nel 1308, sposò, in prime nozze, Giovanni de Burgh (circa 1290-1313), figlio di Riccardo de Burgh, II conte dell'Ulster, nel 1316, in seconde nozze, Tebaldo di Verdon, ed in terze nozze, nel 1317, Ruggero Damory (?-13/14 marzo 1322).

Altri quattro figli li ebbe dal matrimonio con Rodolfo:
- Mary de Monthermer, che il 4 novembre 1307, sposò Duncan IV conte di Fife, figlio di Duncan Macduff e della moglie, Giovanna di Clare
- Giovanna di Monthermer (1299- ?) che fu suora nell'abbazia di Amesbury, Wiltshire.
- Tommaso di Monthermer (1301–battaglia di Sluis, Fiandre, 24 giugno 1340), che successe al padre, nel 1325, come signore di Monthermer e nello stesso periodo sposò la vedova del signore di Teyes, Margherita, che gli diede una figlia (Margherita di Monthermer, 1329–1395, che successe al padre come baronessa di Monthermer e nel 1343, sposò Giovanni di Montagu, circa 1330-1390, figlio di Guglielmo di Montagu
- Edoardo di Monthermer (circa 1304–1340), fu convocato al parlamento, nel 1337, come signore di Monthermer

## Ascendenza
|                             |                    |                                    | Genitori                  |  |  | Nonni |  |  | Bisnonni               |  |  | Trisnonni               |  |
|                             |                    |                                    |                           |  |  |       |  |  | Giovanni d'Inghilterra |  |  | Enrico II d'Inghilterra |  |
|                             |                    |                                    |                           |  |  |       |  |  | Giovanni d'Inghilterra |  |  | Enrico II d'Inghilterra |  |
|                             |                    | Eleonora d'Aquitania               |                           |  |  |       |  |  | Giovanni d'Inghilterra |  |  |                         |  |
| Enrico III d'Inghilterra    |                    |                                    |                           |  |  |       |  |  | Giovanni d'Inghilterra |  |  |                         |  |
|                             |                    | Isabella d'Angoulême               | Ademaro III d'Angoulême   |  |  |       |  |  |                        |  |  |                         |  |
|                             |                    | Isabella d'Angoulême               | Ademaro III d'Angoulême   |  |  |       |  |  |                        |  |  |                         |  |
|                             |                    | Isabella d'Angoulême               | Alice di Courtenay        |  |  |       |  |  |                        |  |  |                         |  |
| Edoardo I d'Inghilterra     |                    | Isabella d'Angoulême               |                           |  |  |       |  |  |                        |  |  |                         |  |
|                             |                    | Raimondo Berengario IV di Provenza | Alfonso II di Provenza    |  |  |       |  |  |                        |  |  |                         |  |
|                             |                    | Raimondo Berengario IV di Provenza | Alfonso II di Provenza    |  |  |       |  |  |                        |  |  |                         |  |
|                             |                    | Raimondo Berengario IV di Provenza | Garsenda di Provenza      |  |  |       |  |  |                        |  |  |                         |  |
| Eleonora di Provenza        |                    | Raimondo Berengario IV di Provenza |                           |  |  |       |  |  |                        |  |  |                         |  |
|                             |                    | Beatrice di Savoia                 | Tommaso I di Savoia       |  |  |       |  |  |                        |  |  |                         |  |
|                             |                    | Beatrice di Savoia                 | Tommaso I di Savoia       |  |  |       |  |  |                        |  |  |                         |  |
|                             |                    | Beatrice di Savoia                 | Margherita di Ginevra     |  |  |       |  |  |                        |  |  |                         |  |
| Giovanna d'Acri             |                    | Beatrice di Savoia                 |                           |  |  |       |  |  |                        |  |  |                         |  |
|                             | Alfonso IX di León | Ferdinando II di León              |                           |  |  |       |  |  |                        |  |  |                         |  |
|                             | Alfonso IX di León | Ferdinando II di León              |                           |  |  |       |  |  |                        |  |  |                         |  |
|                             | Alfonso IX di León | Urraca del Portogallo              |                           |  |  |       |  |  |                        |  |  |                         |  |
| Ferdinando III di Castiglia | Alfonso IX di León |                                    |                           |  |  |       |  |  |                        |  |  |                         |  |
|                             |                    | Berenguela di Castiglia            | Alfonso VIII di Castiglia |  |  |       |  |  |                        |  |  |                         |  |
|                             |                    | Berenguela di Castiglia            | Alfonso VIII di Castiglia |  |  |       |  |  |                        |  |  |                         |  |
|                             |                    | Berenguela di Castiglia            | Eleonora d'Inghilterra    |  |  |       |  |  |                        |  |  |                         |  |
| Eleonora di Castiglia       |                    | Berenguela di Castiglia            |                           |  |  |       |  |  |                        |  |  |                         |  |
|                             |                    | Simone di Dammartin                | Alberico II di Dammartin  |  |  |       |  |  |                        |  |  |                         |  |
|                             |                    | Simone di Dammartin                | Alberico II di Dammartin  |  |  |       |  |  |                        |  |  |                         |  |
|                             |                    | Simone di Dammartin                | Matilde di Clermont       |  |  |       |  |  |                        |  |  |                         |  |
| Giovanna di Dammartin       |                    | Simone di Dammartin                |                           |  |  |       |  |  |                        |  |  |                         |  |
|                             |                    | Maria di Ponthieu                  | Guglielmo II di Ponthieu  |  |  |       |  |  |                        |  |  |                         |  |
|                             |                    | Maria di Ponthieu                  | Guglielmo II di Ponthieu  |  |  |       |  |  |                        |  |  |                         |  |
|                             |                    | Maria di Ponthieu                  | Adele di Francia          |  |  |       |  |  |                        |  |  |                         |  |
|                             |                    | Maria di Ponthieu                  |                           |  |  |       |  |  |                        |  |  |                         |  |